# よしもとマラティニーコ
よしもとマラティニーコは、吉本興業の女性芸人で構成されていたフットサルチーム。

## 略歴
チームの設立は2004年の6月。同年8月に開催された芸能人女子フットサルの公式戦「お台場カップ」に出場し、総合準優勝と言う好成績を収めた。
フットサルの試合中は、芸人としての所謂「空気を読む」「笑いを取る」姿勢などは一切無く、真面目にフットサルに取り組んでいた。
芸能人女子フットサルの黎明期では強豪チームとして位置付けられていて、女子芸能人チームとしてはGatas Brilhantes H.P.に最初に土をつけたチームでもある。
2005年7月に開催された「すかいらーくグループCUP」に出場したのを最後に、芸能人女子フットサルの表舞台には立たず活動休止、事実上の解散となった。

## メンバー

### 監督
- 監督：ペナルティ・平畠啓史

### 選手（過去に所属していた選手を含む）
- 大島美幸（森三中）
- 村上知子（森三中）
- 黒沢宗子（森三中）
- まちゃまちゃ
- 斉藤陽子
- 立原あかね
- 岡部宏子
- 岩本明香
- 箕輪はるか（ハリセンボン）
- 近藤春菜（ハリセンボン）
- 出雲阿国
- 中野めぐみ
- 三浦友加
- だいたひかる

## 戦績
- 2004年8月 「お台場カップ」：予選Bグループ1位通過　総合準優勝
- 2004年10月 「EXPOカップ」：3位（最下位）
- 2005年7月 「すかいらーくグループCUP」：予選敗退

なお、「すかいらーくグループCUP」後の2005年7月30日に、毎日放送（MBS）主催「オーサカキング」内のイベント「フットサルやるっちゅ～ねん」（非公式試合）が行われた。この時に吉本興業所属の女性芸人チームが組まれて、ガッタス、Carezza、
松竹芸能チームと共に出場したが、この時は主に関西の女性芸人中心のチームとなり、上記メンバーは参加せず、チーム名もよしもとマラティニーコではなかったので、別チームとみなすべきであろう。